# Markermeer
Le Markermeer (en français : lac de Marken) est un lac de 700 km2 situé dans le centre des Pays-Bas, constitué d'eau douce et permettant de réguler le niveau des flots dans le reste du pays. Sa profondeur varie entre 3 et 4 mètres. Son nom provient de l'ancienne île de Marken (la déclinaison néerlandaise donnant Marker).
Le lac est séparé de l'IJsselmeer par l'Houtribdijk, digue terminée en 1976 et reliant Lelystad à Enkhuizen, bien qu'il en soit séparé hydrauliquement, son niveau est le même : -0,4 m en hiver et -0,2 m en été (il est possible que ce niveau soit relevé à l'avenir).
Au sud se trouve le lac Ĳmeer dont la limite est purement théorique, rien ne sépare ces deux lacs ; toutefois des projets de séparation physique existent par la construction d'une digue entre le nord d'Amsterdam et Almere.

## Différents projets

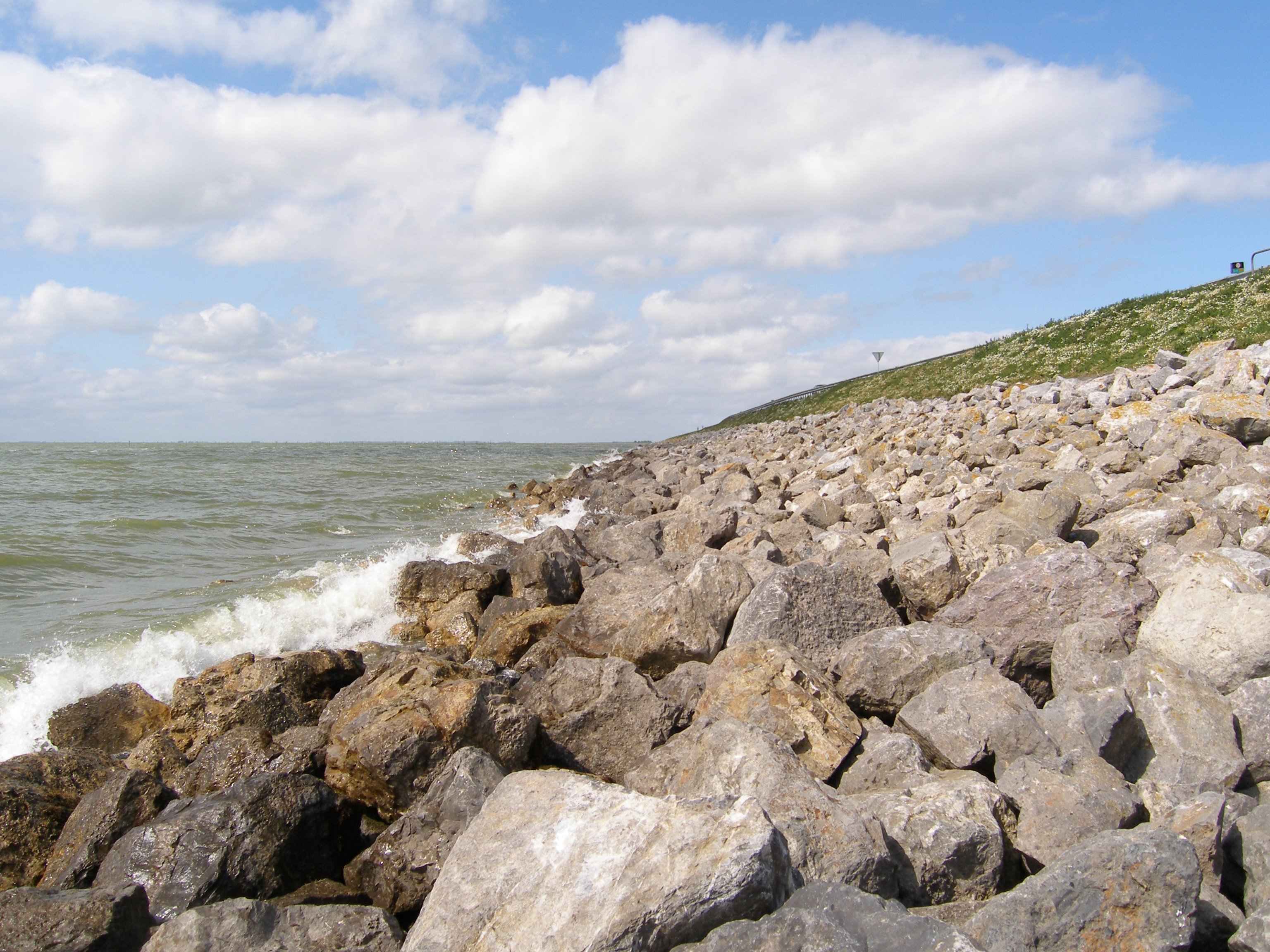
La base de l'Houtribdijk au niveau du Markermeer.

Selon le plan initial de l'ingénieur Cornelis Lely (1891), cette partie de l'IJsselmeer aurait dû être poldérisée, comme le Flevopolder et le Noordoostpolder, pour former le Markerwaard. Le plan est réduit et des lacs de bordure sont créés en tampon avec les terres de Hollande-Septentrionale.
Entre-temps, un autre projet présenté en 1981, le plan Livense, suggère de faire du Markermeer un réservoir d'eau pour compenser l'irrégularité de la production électrique par des éoliennes. L'eau y serait pompée pendant les périodes de forte production et de faible demande d'électricité et servirait à produire de l'hydroélectricité pendant les pics de demande. Ce plan est également resté lettre morte.

### Nouveaux projets
En avril 2007, la secrétaire d'État au ministère de l'Infrastructure Tineke Huizinga annonce un nouveau projet. Le niveau d'eau du Markermeer serait modifié en prévision des variations de l'environnement à venir. Une digue serait construite pour séparer l'IJmeer, ce qui donnerait des opportunités pour des constructions et des bases de loisirs. Le développement reste encore à déterminer. Le 14 mai 2009, la Commission européenne donne son accord pour l'amélioration écologique du Markermeer et de l'IJmeer.
Les projets Marker Wadden (début des travaux en 2016), puis Trintelzand (début des travaux en 2019) créent des îlots artificiels, qui sont des réserves naturelles et qui permettent de purifier cette étendue d'eau stagnante ; aucune habitation n'est cependant prévue.

## Vidange
L'eau du Markermeer peut être vidangée de trois manières :
Elle est normalement drainée vers l'IJsselmeer.
Régulièrement de l'eau est envoyée vers les lacs de bordure du Flevopolder; le but est d'utiliser de l'eau un peu plus propre pour réduire le nitrate et le phosphate dans ces lacs.
Lors de grandes marées, elle peut être évacuée par le canal de la Mer du Nord.